# Lycoris josephinae
Lycoris josephinae är en amaryllisväxtart som beskrevs av Hamilton Paul Traub. Lycoris josephinae ingår i släktet Lycoris och familjen amaryllisväxter. Inga underarter finns listade i Catalogue of Life.